# Muñís
Muñís (llamada oficialmente San Xosé de Muñís) es una parroquia y una aldea española del municipio de Navia de Suarna, en la provincia de Lugo, Galicia.

## Organización territorial
La parroquia está formada por nueve entidades de población, constando ocho de ellas en el nomenclátor del Instituto Nacional de Estadística español:

### Entidades de población
Entidades de población que forman parte de la parroquia:
- Cernada (A Cernada)
- Embernallas
- Fontela
- Larxentes
- Muñís
- Tabillón (O Tabillón)
- Trabadelo
- Vilarantón

### Despoblado
Despoblado que forma parte de la parroquia:
- Embernallúas

## Demografía

### Parroquia
| Gráfica de evolución demográfica de Muñís (parroquia) entre 2000 y 2020 |
|                                                                         |
| Datos según el nomenclátor publicado por el INE.                        |

### Aldea
| Gráfica de evolución demográfica de Muñís (aldea) entre 2000 y 2020 |
|                                                                     |
| Datos según el nomenclátor publicado por el INE.                    |